# Isabel Guerra
Isabel Guerra est une joueuse de volley-ball espagnole, née le 21 juillet 1993. Elle mesure 1,74 m et joue au poste de libero. 

## Clubs
| Club                          | De        | À         |
| ----------------------------- | --------- | --------- |
| Club Voleibol J.A.V. Olímpico | 2002-2003 | 2013-2014 |
| Club Deportivo Iruña          | 2014-2015 | 2015-2016 |
| Club Voleibol J.A.V. Olímpico | 2016-2017 | 2016-2017 |
| Volley Köniz                  | 2017-2018 | …         |

## Palmarès
- Copa de la Reina
  - Finaliste : 2015, 2016.
- Championnat d'Espagne
  - Finaliste : 2015.
- Supercoupe d'Espagne
  - Finaliste : 2015.